# Virden (Manitoba)
Virden è un comune (town) del Canada, situato nel sud della provincia di Manitoba.